# Trophée des Légendes 2014
Le Trophée des Légendes 2014, est la dix-septième édition du Trophée des Légendes, organisé durant la deuxième semaine des internationaux de France de tennis 2014 par la Fédération française de tennis. Il se déroule du 3 au 8 juin 2014 dans le Stade Roland-Garros.

## Présentation du tournoi
L'édition 2014 du Trophée des Légendes se compose de trois compétitions distinctes  : une épreuve de double messieurs de moins de 45 ans, une épreuve de double messieurs de plus de 45 ans et une épreuve de double dames. Chacune de ces compétitions réunit six équipes de deux joueurs (soit 12 joueurs par épreuve), répartis en deux poules. Chaque compétition se compose donc de six matchs de poule, plus une finale entre les premiers de chaque poule.

### Règles spécifiques
La règle du « No-ad » s'applique, ce qui signifie qu'il n'y pas d'avantage en cas d'égalité à 40-40, mais un point décisif. Comme pour tout match en double, si au terme des deux sets les joueurs sont à égalité (un set partout), on procède à un « super tie break » en dix points.

## Double messieurs de moins de 45 ans

### Poule A
| N° | Équipe                        | Points | Sets | Jeux |
| -- | ----------------------------- | ------ | ---- | ---- |
| A1 | Arnaud Clément Nicolas Escudé | 4      | +3   | +6   |
| A2 | Albert Costa Carlos Moyà      | 3      | +1   | +1   |
| A3 | Thomas Enqvist Gastón Gaudio  | 2      | -4   | -7   |

Rencontres
| Arnaud Clément Nicolas Escudé | 6 | 4 | 110 |
| Albert Costa Carlos Moyà      | 3 | 6 | 08  |

| Arnaud Clément Nicolas Escudé | 6 | 6 |  |
| Thomas Enqvist Gastón Gaudio  | 4 | 4 |  |

| Albert Costa Carlos Moyà     | 6 | 7  |  |
| Thomas Enqvist Gastón Gaudio | 4 | 68 |  |

### Poule B
| N° | Équipe                             | Points | Sets | Jeux |
| -- | ---------------------------------- | ------ | ---- | ---- |
| B1 | Sébastien Grosjean Fabrice Santoro | 4      | +2   | +2   |
| B2 | Goran Ivanišević Todd Woodbridge   | 3      | +1   | +4   |
| B3 | Sergi Bruguera Andreï Medvedev     | 2      | -3   | -6   |

Rencontres
| Sébastien Grosjean Fabrice Santoro | 4 | 6 | 110 |
| Sergi Bruguera Andreï Medvedev     | 6 | 3 | 06  |

| Sébastien Grosjean Fabrice Santoro | 3 | 6 | 110 |
| Goran Ivanišević Todd Woodbridge   | 6 | 4 | 07  |

| Sergi Bruguera Andreï Medvedev   | 4 | 4 |  |
| Goran Ivanišević Todd Woodbridge | 6 | 6 |  |

### Finale
Arnaud Clément et Nicolas Escudé remportent le tournoi par forfait à la suite de la blessure de Sébastien Grosjean. Pour le public présent, Mansour Bahrami a rejoint Fabrice Santoro pour disputer un match d'exhibition. Cette paire inédite s'est d'ailleurs imposée 6-2, 2-6 et 11-9 dans le jeu décisif.
| Arnaud Clément Nicolas Escudé      |         |         |         |
| Sébastien Grosjean Fabrice Santoro | Forfait | Forfait | Forfait |

## Double messieurs de plus de 45 ans

### Poule C
| N° | Équipe                         | Points | Sets | Jeux |
| -- | ------------------------------ | ------ | ---- | ---- |
| C1 | Mansour Bahrami Cédric Pioline | 3      | -1   | -4   |
| C2 | Mikael Pernfors Mats Wilander  | 3      | 0    | 0    |
| C3 | Andrés Gómez Mark Woodforde    | 3      | +1   | +4   |

Rencontres
| Andrés Gómez Mark Woodforde   | 6 | 7 |  |
| Mikael Pernfors Mats Wilander | 2 | 5 |  |

| Andrés Gómez Mark Woodforde    | 4 | 7  | 09  |
| Mansour Bahrami Cédric Pioline | 6 | 63 | 111 |

| Mikael Pernfors Mats Wilander  | 6 | 6 |  |
| Mansour Bahrami Cédric Pioline | 2 | 4 |  |

### Poule D
| N° | Équipe                       | Points | Sets | Jeux |
| -- | ---------------------------- | ------ | ---- | ---- |
| D1 | John McEnroe Patrick McEnroe | 4      | +4   | +10  |
| D3 | Pat Cash Paul Haarhuis       | 3      | 0    | -2   |
| D2 | Guy Forget Henri Leconte     | 2      | -4   | -8   |

Rencontres
| John McEnroe Patrick McEnroe | 6 | 6 |  |
| Pat Cash Paul Haarhuis       | 4 | 2 |  |

| John McEnroe Patrick McEnroe | 7  | 6 |  |
| Guy Forget Henri Leconte     | 63 | 3 |  |

| Pat Cash Paul Haarhuis   | 6 | 7  |  |
| Guy Forget Henri Leconte | 3 | 63 |  |

### Finale
| Andrés Gómez Mark Woodforde  | 6 | 5 | 07  |
| John McEnroe Patrick McEnroe | 4 | 7 | 110 |

## Double dames

### Poule E
| N° | Équipe                               | Points | Sets | Jeux |
| -- | ------------------------------------ | ------ | ---- | ---- |
| E1 | Nathalie Dechy Sandrine Testud       | 4      | +4   | +14  |
| E2 | Lindsay Davenport Mary Joe Fernández | 3      | 0    | -2   |
| E3 | Jana Novotná Natasha Zvereva         | 2      | -4   | -12  |

Rencontres
| Lindsay Davenport Mary Joe Fernández | 2 | 1 |  |
| Nathalie Dechy Sandrine Testud       | 6 | 6 |  |

| Lindsay Davenport Mary Joe Fernández | 6 | 6 |  |
| Jana Novotná Natasha Zvereva         | 3 | 2 |  |

| Nathalie Dechy Sandrine Testud | 6 | 6 |  |
| Jana Novotná Natasha Zvereva   | 3 | 4 |  |

### Poule F
| N° | Équipe                             | Points | Sets | Jeux |
| -- | ---------------------------------- | ------ | ---- | ---- |
| F1 | Kim Clijsters Martina Navrátilová  | 4      | +2   | +6   |
| F2 | Iva Majoli Anastasia Myskina       | 3      | 0    | -1   |
| F3 | Conchita Martínez Nathalie Tauziat | 2      | -2   | -5   |

Rencontres
| Kim Clijsters Martina Navrátilová | 6 | 4 | 110 |
| Iva Majoli Anastasia Myskina      | 2 | 6 | 08  |

| Kim Clijsters Martina Navrátilová  | 3 | 6 | 110 |
| Conchita Martínez Nathalie Tauziat | 6 | 1 | 02  |

| Iva Majoli Anastasia Myskina       | 3 | 6 | 110 |
| Conchita Martínez Nathalie Tauziat | 6 | 2 | 07  |

### Finale
| Nathalie Dechy Sandrine Testud    | 7 | 5 | 07  |
| Kim Clijsters Martina Navrátilová | 5 | 7 | 110 |